# Экк, Виктор Михайлович
Ви́ктор Миха́йлович Экк (1892 — 1920) — капитан лейб-гвардии Финляндского полка, герой Первой мировой войны, участник Белого движения.

## Биография
Из потомственных дворян Харьковской губернии. Сын подполковника. Уроженец Полтавской губернии.
Окончил Петровский Полтавский кадетский корпус (1910) и Павловское военное училище (1912), откуда выпущен был подпоручиком в лейб-гвардии Финляндский полк, с которым и вступил в Первую мировую войну. Был трижды ранен и всякий раз возвращался в свою часть. Удостоен ордена Св. Георгия 4-й степени
За то, что в бою 22 июля 1915 года, у д. Верещин, когда неприятель, прорвав фронт соседнего участка, занял командующую высоту, с потерей которой удержание всей позиции становилось невозможным, во главе своей полуроты бросился под убийственным огнём противника в атаку, штыками очистил её и обратил противника в бегство, обеспечив этим удержание позиции в наших руках. При этом сам был тяжело ранен.
Произведен в поручики 1 августа 1916 года, в штабс-капитаны — 28 сентября того же года, в капитаны — 19 апреля 1917 года. Весной 1918 года — командир батальона.
В Гражданскую войну участвовал в Белом движении в рядах Финляндского полка, возрожденного в Донской армии, а затем входившего в состав Вооруженных сил Юга России и Русской армии. 29 марта 1920 года произведен в полковники. Расстрелян большевиками в 1920 году в Крыму.

## Награды
- Орден Святой Анны 4-й ст. с надписью «за храбрость» (ВП 10.11.1914)
- Орден Святого Станислава 2-й ст. с мечами (ВП 13.05.1915)
- Орден Святой Анны 3-й ст. с мечами и бантом (ВП 28.07.1915)
- Орден Святого Георгия 4-й ст. (ВП 18.07.1916)
- Орден Святого Владимира 4-й ст. с мечами и бантом (ВП 27.11.1916)
- Орден Святой Анны 2-й ст. с мечами (ВП 22.12.1916)